# ازومچی
ازومچی یکی از روستاهای استان آذربایجان شرقی است که در دهستان عباس شرقی بخش تیکمه‌داش شهرستان بستان‌آباد واقع شده‌است.این روستا ۱۴۹ نفر جمعیت دارد.